# Tribulus macrocarpus
Tribulus macrocarpus är en pockenholtsväxtart som beskrevs av F. Müll. och George Bentham. Tribulus macrocarpus ingår i släktet tiggarnötter, och familjen pockenholtsväxter. Inga underarter finns listade i Catalogue of Life.